# Inoujście
Inoujście (Duits: Ihnamünde) is een voormalig dorp in de Poolse woiwodschap West-Pommeren. De plaats is in de Tweede Wereldoorlog verwoest en is tegenwoordig onbewoond. Inoujście maakt deel uit van de gemeente Goleniów.